# Saint-Nazaire-d'Aude
Pour les articles homonymes, voir Saint-Nazaire (homonymie).
Saint-Nazaire-d'Aude  est une commune française, située dans le nord-est du département de l'Aude en région Occitanie.
Sur le plan historique et culturel, la commune fait partie du Narbonnais, un pays comprenant Narbonne et sa périphérie, le massif de la Clape et la bande lagunaire des étangs. Exposée à un climat méditerranéen, elle est drainée par le canal du Midi, l'Aude, l'Orbieu, le ruisseau Maire et par divers autres petits cours d'eau. La commune possède un patrimoine naturel remarquable : un site Natura 2000 (le « cours inférieur de l'Aude ») et une zone naturelle d'intérêt écologique, faunistique et floristique.
Saint-Nazaire-d'Aude est une commune rurale qui compte 2 104 habitants en 2022, après avoir connu une forte hausse de la population depuis 1975. Elle appartient à l'unité urbaine de Saint-Nazaire-d'Aude et fait partie de l'aire d'attraction de Narbonne. Ses habitants sont appelés les Saint-Nazairois ou Saint-Nazairoises.
Le patrimoine architectural de la commune comprend deux  immeubles protégés au titre des monuments historiques : le canal du Midi (Pont Neuf), inscrit en 1997, et le canal du Midi (Le Somail), inscrit en 1998.

## Géographie

### Localisation
Saint-Nazaire-d'Aude est une commune de l'aire urbaine de Narbonne située dans la plaine du Narbonnais.

### Communes limitrophes
Les communes limitrophes sont Ginestas, Marcorignan, Raissac-d'Aude, Saint-Marcel-sur-Aude et Ventenac-en-Minervois.
|                       | Ginestas             |                       |
| Ventenac-en-Minervois | Saint-Nazaire-d'Aude | Saint-Marcel-sur-Aude |
|                       | Raissac-d'Aude       | Marcorignan           |

### Voies de communication et transports
La commune est desservie par la ligne 19 des Autobus de Narbonne.

### Hameaux et lieux-dits
Le Somail est le hameau principal, situé dans le nord-est de la commune.

### Hydrographie
La commune est dans la région hydrographique « Côtiers méditerranéens », au sein du bassin hydrographique Rhône-Méditerranée-Corse. Elle est drainée par le canal du Midi, l'Aude, l'Orbieu, le ruisseau Maire, le ruisseau de Fond Baudre, le ruisseau de la Fontaine, le ruisseau du Plô et le ruisseau Maire, qui constituent un réseau hydrographique de 13 km de longueur totale,.
Le canal du Midi, d'une longueur totale de 239,8 km, est un canal de navigation à bief de partage qui relie Toulouse à la mer Méditerranée depuis le xviie siècle.
L'Aude, d'une longueur totale de 223,59 km, prend sa source dans la commune des Angles et s'écoule du sud vers le nord. Elle traverse la commune et se jette dans le golfe du Lion à Fleury, après avoir traversé 73 communes.
L'Orbieu, d'une longueur totale de 84,1 km, prend sa source dans la commune de Fourtou et s'écoule du sud-ouest vers le nord-est. Il traverse la commune et se jette dans l'Aude sur le territoire communal, après avoir traversé 22 communes.

### Climat
Pour des articles plus généraux, voir Climat de l'Occitanie et Climat de l'Aude.
En 2010, le climat de la commune est de type climat méditerranéen franc, selon une étude s'appuyant sur une série de données couvrant la période 1971-2000. En 2020, Météo-France publie une typologie des climats de la France métropolitaine dans laquelle la commune est exposée à un climat méditerranéen et est dans la région climatique Provence, Languedoc-Roussillon, caractérisée par une pluviométrie faible en été, un très bon ensoleillement (2 600 h/an), un été chaud (21,5 °C), un air très sec en été, sec en toutes saisons, des vents forts (fréquence de 40 à 50 % de vents > 5 m/s) et peu de brouillards.
Pour la période 1971-2000, la température annuelle moyenne est de 14,8 °C, avec  une amplitude thermique annuelle de 15,9 °C. Le cumul annuel moyen de précipitations est de 570 mm, avec 5,8 jours de précipitations en janvier et 2,5 jours en juillet. Pour la période 1991-2020 la température moyenne annuelle observée sur la station météorologique la plus proche, située sur la commune d'Argeliers à 8 km à vol d'oiseau, est de 15,8 °C et le cumul annuel moyen de précipitations est de 624,7 mm,. Pour l'avenir, les paramètres climatiques de la commune estimés pour 2050 selon différents scénarios d’émission de gaz à effet de serre sont consultables sur un site dédié publié par Météo-France en novembre 2022.

### Milieux naturels et biodiversité

#### Réseau Natura 2000

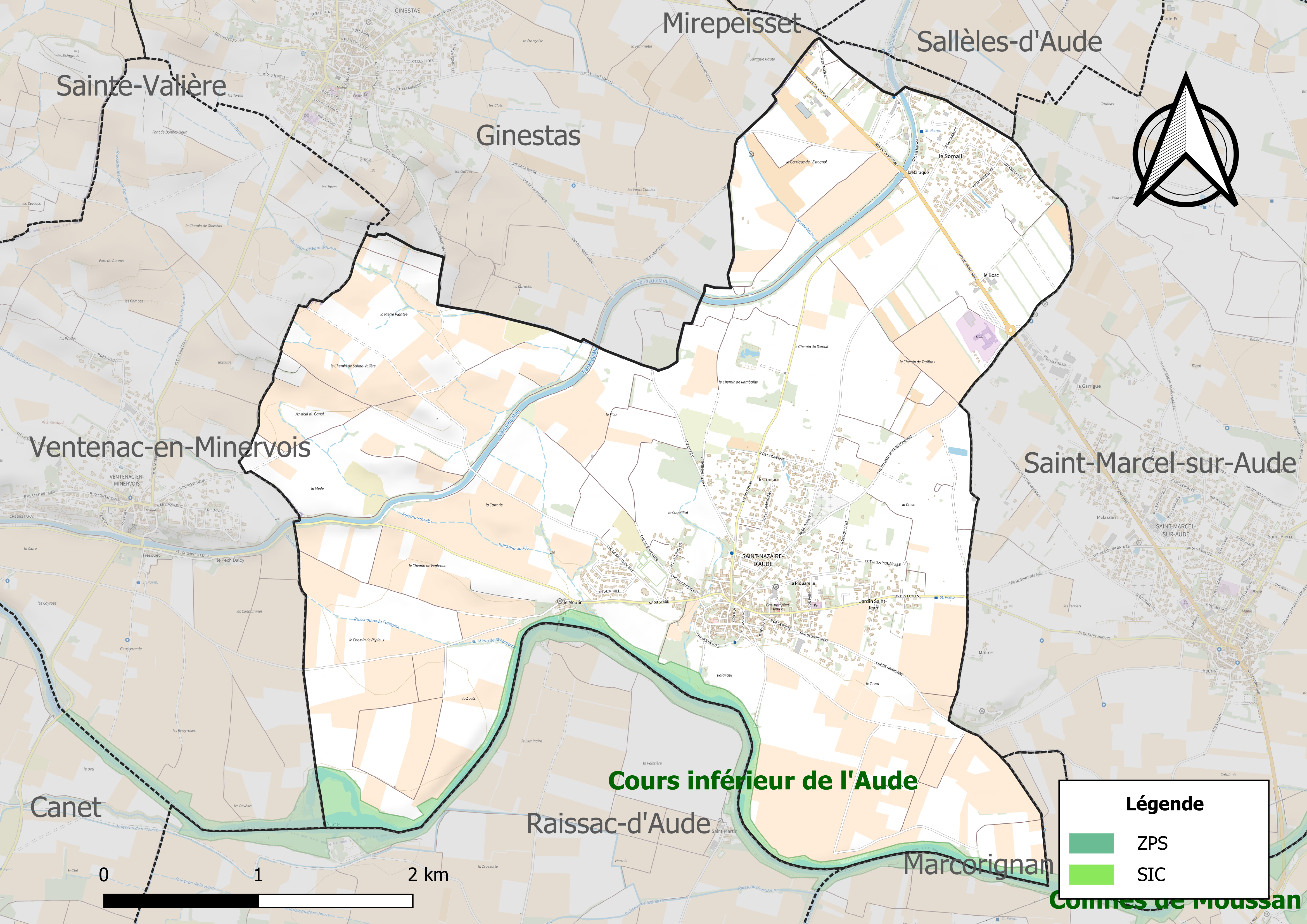
Site Natura 2000 sur le territoire communal.

Le réseau Natura 2000 est un réseau écologique européen de sites naturels d'intérêt écologique élaboré à partir des directives habitats et oiseaux, constitué de zones spéciales de conservation (ZSC) et de zones de protection spéciale (ZPS).
Un site Natura 2000 a été défini sur la commune au titre de la directive habitats : le « cours inférieur de l'Aude », d'une superficie de 5 358 ha, permet la reproduction d'espèces migratrices vulnérables (Alose feinte, Lamproie marine), en forte régression depuis la prolifération des ouvrages sur les cours d'eau.

#### Zones naturelles d'intérêt écologique, faunistique et floristique

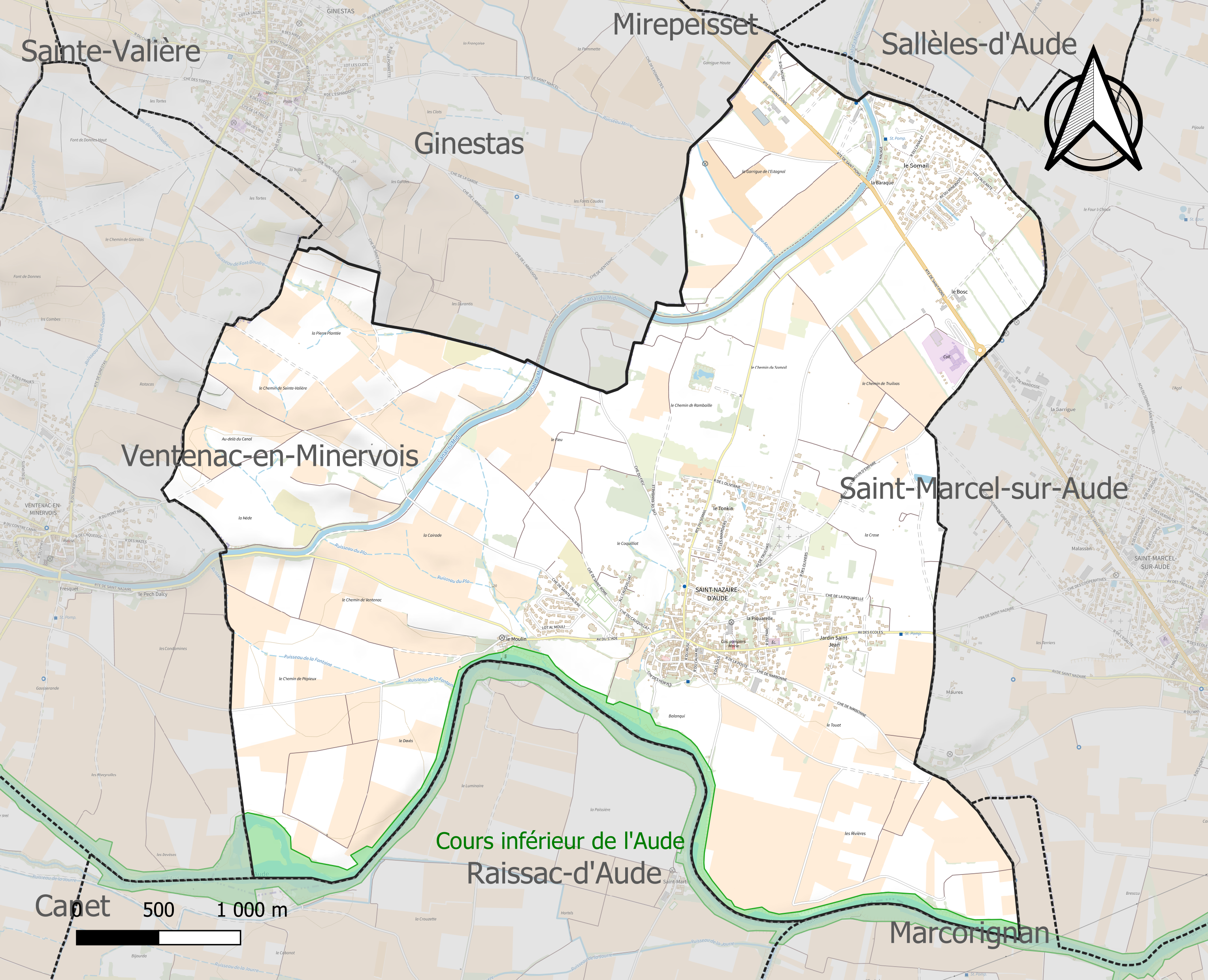
Carte de la ZNIEFF de type 1 localisée sur la commune.

L’inventaire des zones naturelles d'intérêt écologique, faunistique et floristique (ZNIEFF) a pour objectif de réaliser une couverture des zones les plus intéressantes sur le plan écologique, essentiellement dans la perspective d’améliorer la connaissance du patrimoine naturel national et de fournir aux différents décideurs un outil d’aide à la prise en compte de l’environnement dans l’aménagement du territoire.
Une ZNIEFF de type 1 est recensée sur la commune :
le « cours inférieur de l'Aude » (295 ha), couvrant 12 communes du département.

## Urbanisme

### Typologie
Au 1er janvier 2024, Saint-Nazaire-d'Aude est catégorisée bourg rural, selon la nouvelle grille communale de densité à 7 niveaux définie par l'Insee en 2022.
Elle appartient à l'unité urbaine de Saint-Nazaire-d'Aude, une agglomération intra-départementale dont elle est ville-centre,. Par ailleurs la commune fait partie de l'aire d'attraction de Narbonne, dont elle est une commune de la couronne,. Cette aire, qui regroupe 71 communes, est catégorisée dans les aires de 50 000 à moins de 200 000 habitants,.

### Occupation des sols
L'occupation des sols de la commune, telle qu'elle ressort de la base de données européenne d’occupation biophysique des sols Corine Land Cover (CLC), est marquée par l'importance des territoires agricoles (86 % en 2018), en diminution par rapport à 1990 (91,4 %). La répartition détaillée en 2018 est la suivante : 
cultures permanentes (48,6 %), terres arables (20,3 %), zones agricoles hétérogènes (17 %), zones urbanisées (14 %). L'évolution de l’occupation des sols de la commune et de ses infrastructures peut être observée sur les différentes représentations cartographiques du territoire : la carte de Cassini (XVIIIe siècle), la carte d'état-major (1820-1866) et les cartes ou photos aériennes de l'IGN pour la période actuelle (1950 à aujourd'hui).

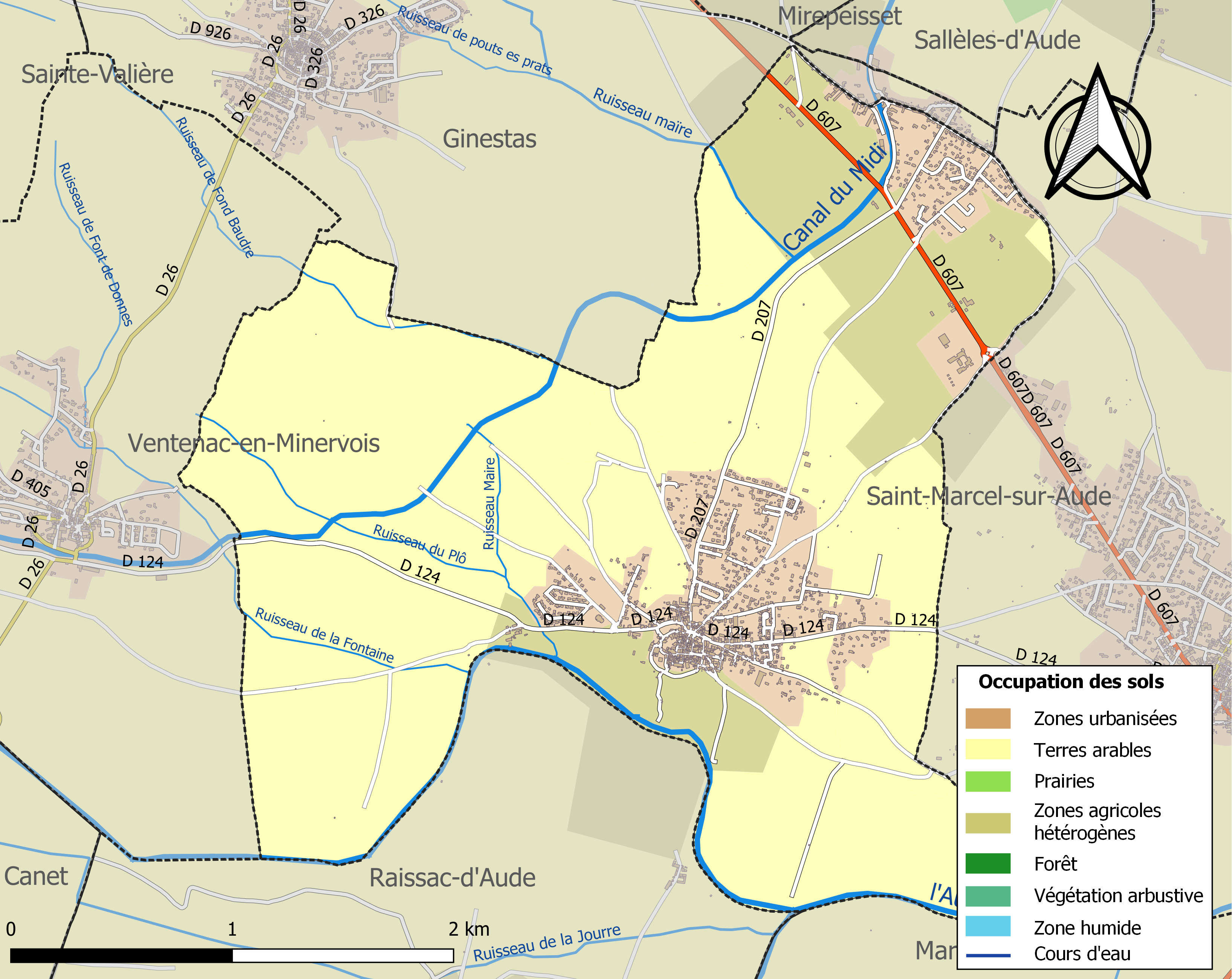
Carte des infrastructures et de l'occupation des sols de la commune en 2018 (CLC).

### Risques majeurs
Le territoire de la commune de Saint-Nazaire-d'Aude est vulnérable à différents aléas naturels : météorologiques (tempête, orage, neige, grand froid, canicule ou sécheresse), inondations et séisme (sismicité faible). Un site publié par le BRGM permet d'évaluer simplement et rapidement les risques d'un bien localisé soit par son adresse soit par le numéro de sa parcelle.
La commune fait partie du territoire à risques importants d'inondation (TRI) de Narbonne, regroupant 18 communes du bassin de vie de l'agglomération narbonnaise, un des 31 TRI qui ont été arrêtés fin 2012 sur le bassin Rhône-Méditerranée, retenu au regard des submersions marines et des débordements des cours d’eau l’Aude, l'Orbieu et la Berre. Des cartes des surfaces inondables ont été établies pour trois scénarios : fréquent (crue de temps de retour de 10 ans à 30 ans), moyen (temps de retour de 100 ans à 300 ans) et extrême (temps de retour de l'ordre de 1 000 ans, qui met en défaut tout système de protection),. La commune a été reconnue en état de catastrophe naturelle au titre des dommages causés par les inondations et coulées de boue survenues en 1982, 1992, 1994, 1996, 1999, 2005, 2006, 2009, 2014, 2018 et 2019,.

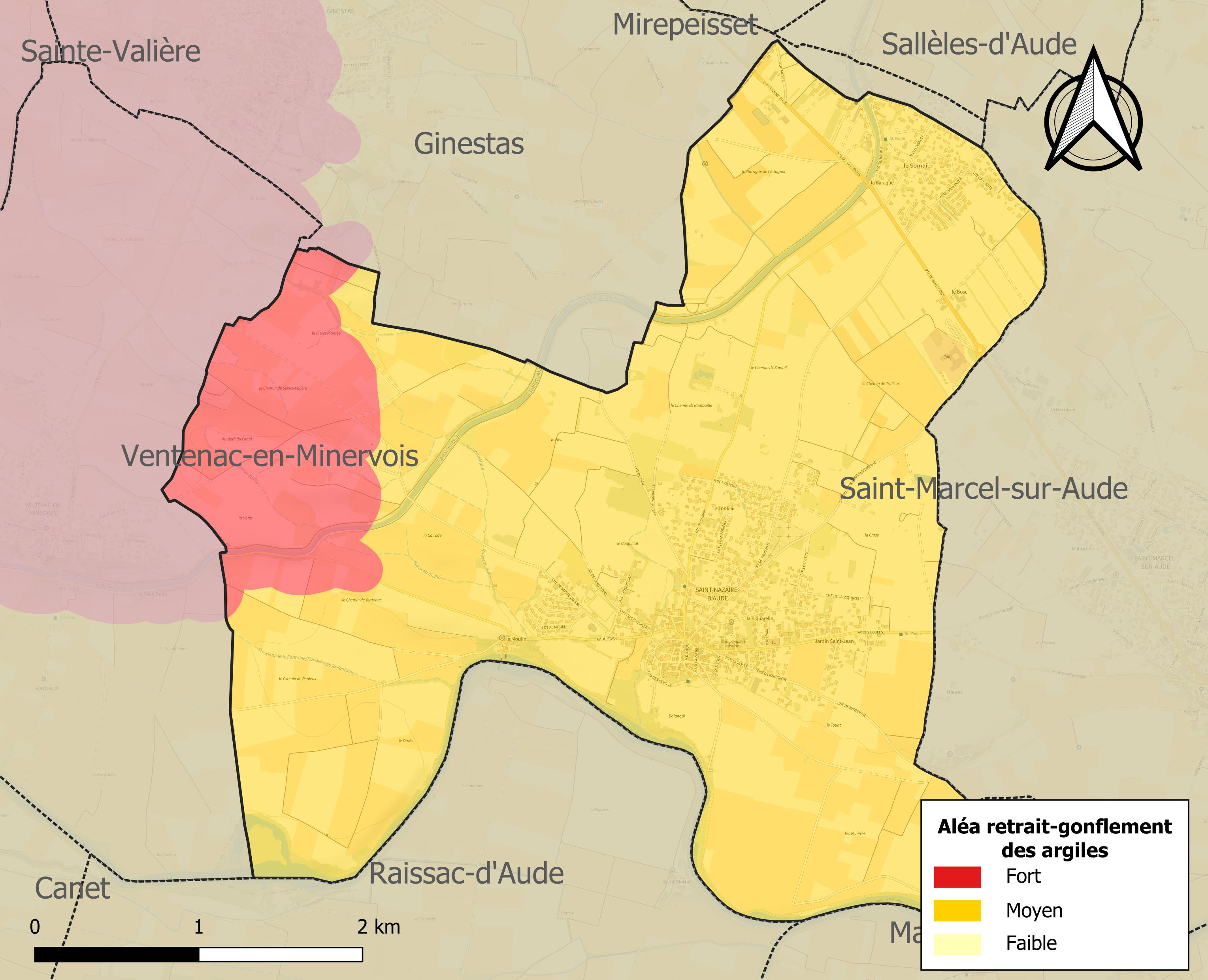
Carte des zones d'aléa retrait-gonflement des sols argileux de Saint-Nazaire-d'Aude.

Le retrait-gonflement des sols argileux est susceptible d'engendrer des dommages importants aux bâtiments en cas d’alternance de périodes de sécheresse et de pluie. La totalité de la commune est en aléa moyen ou fort (75,2 % au niveau départemental et 48,5 % au niveau national). Sur les 933 bâtiments dénombrés sur la commune en 2019, 933 sont en aléa moyen ou fort, soit 100 %, à comparer aux 94 % au niveau départemental et 54 % au niveau national. Une cartographie de l'exposition du territoire national au retrait gonflement des sols argileux est disponible sur le site du BRGM,.

## Histoire
Il existe un ouvrage sur l'histoire du village.
La commune faisait partie jusqu'au 1er janvier 2011 de la communauté de communes du Canal du Midi en Minervois.

## Politique et administration
La commune fait partie de l'unité urbaine de Saint-Nazaire-d'Aude.

### Liste des maires
| Période                                  | Période                  | Identité       | Étiquette | Qualité                                                |
| ---------------------------------------- | ------------------------ | -------------- | --------- | ------------------------------------------------------ |
| 1910                                     | Février 1936 (décès)     | Jules Azéma    | Rad.      | Conseiller général du canton de Ginestas (1910 → 1936) |
| Les données manquantes sont à compléter. |                          |                |           |                                                        |
| Mars 2001                                | Janvier 2012 (démission) | Régis Avérous  | PS        |                                                        |
| Janvier 2012                             | Octobre 2016             | Yves Hélaine   | DVD       | Retraité                                               |
| Octobre 2016                             | En cours                 | Joël Hernandez | DVG       | Responsable d'exploitation Suez                        |
| Les données manquantes sont à compléter. |                          |                |           |                                                        |

## Démographie
| 1793 | 1800 | 1806 | 1821 | 1831 | 1836 | 1841 | 1846 | 1851 |
| ---- | ---- | ---- | ---- | ---- | ---- | ---- | ---- | ---- |
| 550  | 539  | 563  | 636  | 669  | 663  | 698  | 764  | 802  |

| 1856 | 1861 | 1866 | 1872 | 1876  | 1881  | 1886  | 1891  | 1896  |
| ---- | ---- | ---- | ---- | ----- | ----- | ----- | ----- | ----- |
| 801  | 850  | 951  | 874  | 1 020 | 1 199 | 1 240 | 1 160 | 1 042 |

| 1901 | 1906 | 1911 | 1921 | 1926 | 1931 | 1936 | 1946 | 1954 |
| ---- | ---- | ---- | ---- | ---- | ---- | ---- | ---- | ---- |
| 967  | 860  | 830  | 866  | 856  | 839  | 822  | 742  | 778  |

| 1962 | 1968 | 1975 | 1982 | 1990 | 1999  | 2006  | 2007  | 2012  |
| ---- | ---- | ---- | ---- | ---- | ----- | ----- | ----- | ----- |
| 705  | 703  | 718  | 854  | 936  | 1 113 | 1 629 | 1 703 | 1 838 |

| 2017  | 2022  | - | - | - | - | - | - | - |
| ----- | ----- | - | - | - | - | - | - | - |
| 2 032 | 2 104 | - | - | - | - | - | - | - |

## Économie

### Revenus
En 2018  (données Insee publiées en septembre 2021), la commune compte 817 ménages fiscaux, regroupant 1 983 personnes. La médiane du revenu disponible par unité de consommation est de 20 770 € (19 240 € dans le département).

### Emploi
| Division       | 2008   | 2013   | 2018   |
| -------------- | ------ | ------ | ------ |
| Commune        | 8,5 %  | 11,7 % | 10,8 % |
| Département    | 10,2 % | 12,8 % | 12,6 % |
| France entière | 8,3 %  | 10 %   | 10 %   |

En 2018, la population âgée de 15 à 64 ans s'élève à 1 232 personnes, parmi lesquelles on compte 72 % d'actifs (61,2 % ayant un emploi et 10,8 % de chômeurs) et 28 % d'inactifs,. Depuis 2008, le taux de chômage communal (au sens du recensement) des 15-64 ans est inférieur à celui du département, mais supérieur à celui de la France.
La commune fait partie de la couronne de l'aire d'attraction de Narbonne, du fait qu'au moins 15 % des actifs travaillent dans le pôle,. Elle compte 346 emplois en 2018, contre 302 en 2013 et 261 en 2008. Le nombre d'actifs ayant un emploi résidant dans la commune est de 758, soit un indicateur de concentration d'emploi de 45,6 % et un taux d'activité parmi les 15 ans ou plus de 54,1 %.
Sur ces 758 actifs de 15 ans ou plus ayant un emploi, 157 travaillent dans la commune, soit 21 % des habitants. Pour se rendre au travail, 89,7 % des habitants utilisent un véhicule personnel ou de fonction à quatre roues, 2,8 % les transports en commun, 3,6 % s'y rendent en deux-roues, à vélo ou à pied et 3,9 % n'ont pas besoin de transport (travail au domicile).

### Activités hors agriculture

#### Secteurs d'activités
140 établissements sont implantés  à Saint-Nazaire-d'Aude au 31 décembre 2019. Le tableau ci-dessous en détaille le nombre par secteur d'activité et compare les ratios avec ceux du département,.
| Secteur d'activité                                                                                        | Commune | Commune | Département |
| Secteur d'activité                                                                                        | Nombre  | %       | %           |
| --- | ------- | ------- | ----------- |
| Ensemble                                                                                                  | 140     | 100 %   | (100 %)     |
| Industrie manufacturière, industries extractives et autres                                                | 5       | 3,6 %   | (8,8 %)     |
| Construction                                                                                              | 33      | 23,6 %  | (14 %)      |
| Commerce de gros et de détail, transports, hébergement et restauration                                    | 44      | 31,4 %  | (32,3 %)    |
| Information et communication                                                                              | 4       | 2,9 %   | (1,6 %)     |
| Activités financières et d'assurance                                                                      | 1       | 0,7 %   | (2,7 %)     |
| Activités immobilières                                                                                    | 3       | 2,1 %   | (5,2 %)     |
| Activités spécialisées, scientifiques et techniques et activités de services administratifs et de soutien | 21      | 15 %    | (13,3 %)    |
| Administration publique, enseignement, santé humaine et action sociale                                    | 13      | 9,3 %   | (13,2 %)    |
| Autres activités de services                                                                              | 16      | 11,4 %  | (8,8 %)     |

Le secteur du commerce de gros et de détail, des transports, de l'hébergement et de la restauration est prépondérant sur la commune puisqu'il représente 31,4 % du nombre total d'établissements de la commune (44 sur les 140 entreprises implantées  à Saint-Nazaire-d'Aude), contre 32,3 % au niveau départemental.

#### Entreprises
Les trois entreprises ayant leur siège social sur le territoire communal qui génèrent le plus de chiffre d'affaires en 2020 sont : 
- ASB, travaux d'installation électrique dans tous locaux (93 k€)
- Peyron Immobilier, agences immobilières (70 k€)
- La Peniche Epiciere, commerce d'alimentation générale (32 k€)

### Agriculture
La commune est dans le « Narbonnais », une petite région agricole occupant le nord-est du département de l'Aude, également dénommée localement « plaine viticole du Bas-Languedoc ». En 2020, l'orientation technico-économique de l'agriculture  sur la commune est la viticulture.
|               | 1988 | 2000 | 2010 | 2020 |
| ------------- | ---- | ---- | ---- | ---- |
| Exploitations | 76   | 46   | 34   | 33   |
| SAU (ha)      | 418  | 381  | 336  | 389  |

Le nombre d'exploitations agricoles en activité et ayant leur siège dans la commune est passé de 76 lors du recensement agricole de 1988  à 46 en 2000 puis à 34 en 2010 et enfin à 33 en 2020, soit une baisse de 57 % en 32 ans. Le même mouvement est observé à l'échelle du département qui a perdu pendant cette période 60 % de ses exploitations,. La surface agricole utilisée sur la commune a également diminué, passant de 418 ha en 1988 à 389 ha en 2020. Parallèlement la surface agricole utilisée moyenne par exploitation a augmenté, passant de 6 à 12 ha.

## Culture locale et patrimoine

### Lieux et monuments
- Église Saint-Nazaire-et-Saint-Celse de Saint-Nazaire-d'Aude.

Inscriptions à l'inventaire des Monuments historiques:
- Ancien plafond de la mairie (2e moitié XVIe siècle).
- Cheminée du logis des Abbés de Fonfroide (2e moitié XVIe siècle).
- Sarcophage du	Haut Moyen Âge.
- Base d'autel (VIe siècle, VIIe siècle).
- Château du comte d'Artois.

### Personnalités liées à la commune
- Guillaume Bouzignac, (1587-1643), maître de musique.
- Olivier de Termes (1200-1274), seigneur de Termes et de Saint-Nazaire
- François Antoine Morin (1749-1810), homme politique, député de l'Aude à la Convention.
- Charles Rousselière (1875-1950), ténor qui fit carrière à l'Opéra-comique et à l'Opéra de Paris, ainsi qu'au Metropolitan Opera de New York.
- Anne-Marie Ponrouch-Petit (1905-1977), félibre et poétesse en occitan dont l'oeuvre est disséminée dans plusieurs revues littéraires locales ; elle fût la reine de plusieurs fêtes et participa à l'étude et la sauvegarde de la culture traditionnelle locale.
- Lou Jean (2004-?), chanteuse et comédienne. Elle a participé à the voice kids et a joué le rôle de Betty Moreno dans Demain nous appartient.

### Héraldique
| Blason de Saint-Nazaire-d'Aude | Blason  | De sable à une fasce fuselée d'argent et de sable. |
| Blason de Saint-Nazaire-d'Aude | Détails | Le statut officiel du blason reste à déterminer.   |